# ディズニー夏祭り
『ディズニー夏祭り』（ディズニーなつまつり, Disney's Natsu Matsuri）は、2012年から2018年まで東京ディズニーランドで開催されていた夏のイベント名称。

## 概要
プラザに祭りの提灯を模した飾り付けが行われ、ブッフェ形式レストランのクリスタルパレス・レストランでは、日本の夏祭り、縁日にあるような屋台をイメージしたメニュー（たい焼き、イカ焼き、焼きトウモロコシ、かき氷など）も提供される。フードワゴンなどでもラムネなど日本の夏祭り、縁日の屋台をイメージしたドリンク、フードが販売される。

## 2012年
シンデレラ城前のキャッスルフォアコートの特設ステージでは「爽涼鼓舞」が公演された。中央鑑賞エリアは抽選による座席券が必要であり、鑑賞を希望する者は"ザ・ホットチャレンジ"で1回、"ザ・ファイナル"で1回、希望の公演回を指定して抽選が行える。
座席券がある場合に、小学生以下の子供連れで後方の座席であるなどの理由で見えづらい場合には、前方ステージ正面（当選席の最前列より前）のキッズエリアを利用できる。保護者1名の付き添いも可能だが保護者は地面に座って鑑賞する。キッズエリアの利用には座席券の提示が必要。
爽涼鼓舞"ザ・ホットチャレンジ"
『爽涼鼓舞"ザ・ホットチャレンジ"』(Soryo Kobu "The Hot Challenge")は、シンデレラ城前のキャッスルフォアコートで昼に4回行われるショー。公演時間は約15分。
昼に行われる「爽涼鼓舞"ザ・ホットチャレンジ"」は、夜に行われる「爽涼鼓舞"ザ・ファイナル"」に勝ち残る4組を決めるための予選試合である。
MC、プルートによる説明、ゲストのダンス練習の後、ミッキーマウスが登場するオープニング。その後、1チーム毎に登場する。両チームの演舞が終わったら審査タイムとなり勝敗が決する。
勝敗は、ヒートアップレベルメーターと呼ばれるもので判定を行う。このメーターはレベル毎に初心者、素人、達人、師範、家元の5段階があり、ゲストの応援によってメーターが上がっていく（という設定）。先に「家元」レベルに達したチームの勝ちである。
出演キャラクター
- ミッキーマウス
- プルート

太字は勝者チーム
第一試合
- ワンクールファミリー
  - グーフィー、マックス

- スパイシーカバレロ feat. クラリス
  - クラリス、ホセ・キャリオカ、パンチート

第二試合
- ハートビートアイドルズ
  - デイジーダック

- パーフェクトポルカドット
  - ミニーマウス

引き分けにつき、混成チーム「パーフェクトポルカハートビート」で決勝戦に臨む。
第三試合
- パラダイスポップパック
  - ドナルドダック

- リズミック ビートメーカーズ
  - チップとデール

ドナルドダックがヒートアップレベルメーターを無理に持ち上げようとして壊したため反則負け

第四試合
- ワイルドワイルドハート
  - クイーン・オブ・ハート

- ザ・シークレットチャレンジャー

爽涼鼓舞"ザ・ファイナル"
『爽涼鼓舞"ザ・ファイナル"』(Soryo Kobu "The Final")は、シンデレラ城前のキャッスルフォアコートで夜に2回行われるショー。公演時間は約20分。
夜に行われる「爽涼鼓舞"ザ・ファイナル"」は昼に行われた「爽涼鼓舞"ザ・ホットチャレンジ"」の決勝戦。
MC、プルートによる説明、ゲストのダンス練習の後、ミッキーマウスが登場するオープニング。その後、1チーム毎に登場する。4チームの演舞が終わったら審査タイムとなるはずだったが……
マレフィセントの乱入によって会場は炎の熱気に包まれる。炎を鎮め、マレフィセントを撃退するために、ドナルドの提案でヒートアップレベルメーターをオーバーヒートさせ水を噴き出させることに。
無事にマレフィセントは撃退できたもののヒートアップレベルメーターが故障して勝敗を決することは出来ない状態になるが、ミッキーマウスは「ここからは皆で1つのチーム」と宣言するのだった。
出演キャラクター
- ミッキーマウス
- プルート
- ミニーマウス
- デイジーダック
- ドナルドダック
- チップとデール
- グーフィー&マックス
- マレフィセント
- グーン

使用曲
使用されている楽曲はショーのオリジナル曲以外でも、三味線や太鼓を使用したアレンジがなされている。
- Mujer Latina（原曲:タリア） - スパイシーカバレロ feat. クラリス のダンス曲として使用されている。
- Alice In Wonderland、Painting the Roses Red - ワイルドワイルドハート のダンス曲として使用されている。
- Under The Moon - 三味線プレイヤー上妻宏光の楽曲。開演5分前からのBGMとして使用されている。

CD
2012年7月25日にWALT DISNEY RECORDSよりショーで使用される音源をCD化したものが市販された。
その他
- ミッキー、プルートは毎回出演
- 使われる水の量は約25トン。

## 2013年
中央鑑賞エリアは、“THE EMBU”1回目の公演を除き、抽選による座席券が必要である。鑑賞を希望する者は“THE EMBU”（2,3,4回目公演）で1回、“THE FINAL”で1回、希望の公演回を指定して抽選が行える。“THE EMBU”1回目公演は先着順。
昨年の"ザ・ファイナル"の出場者が、マレフィセントの乱入で決まらなかった優勝者を決めるための優勝決定戦を再度行う設定。
爽涼鼓舞“THE EMBU”（ザ・エンブ）
ディズニーの仲間たちが4つのチームに分かれ、各グループがダンスの腕前を披露し、“THE FINAL”での応援を呼びかける。昨年"ザ・ホットチャレンジ"で敗れたクラリス、ホセ・キャリオカ、パンチートは、チップとデールチームの一員として登場する。
1. スーパークールファミリー
グーフィー、マックス - ストリートダンス
2. リズミック・ラテンビート〜featuringクラリス
チップとデール、クラリス、ホセ・キャリオカ、パンチート - ラテン音楽
3. スパークリング・サマースターズ
ミニーマウス、デイジーダック - ポップス
4. お祭りファイアーズ
ドナルドダック - ロック

ミッキーマウスとプルートは全ての回に登場する。
爽涼鼓舞“THE FINAL”
昨年ヒートアップメーターがオーバーヒートして壊れてしまった為、新しく開発された4チーム同時判定が可能な新型ハイパーヒートアップメーターを使い、去年の"ザ・ファイナル"進出者による優勝決定戦を行う。
昨年、マレフィセントが登場したシンデレラ城のテラスにはTDR30周年を記念する飾り付けがされているため、今年は乱入できないものと思われたが……
やはり乱入してくる。頼みのハイパーヒートアップメーターも一瞬にして破壊され、会場は炎の熱気に包まれる。壊れていたはずの昨年のヒートアップメーターが輝いていることを見つけたドナルドの提案によって、旧ヒートアップレベルメーターをオーバーヒートさせ水を噴き出させ、無事にマレフィセントは撃退できた。しかし、新旧ヒートアップレベルメーターが故障したため、ドナルドは「優勝が決められない」と落ち込む。そこにデイジーが会場を救ってくれたドナルドを優勝と決め、みんなで踊るのだった。
登場キャラクター
- “THE EMBU”登場キャラクター全員
- マレフィセント
- グーン

関連
- 伊藤多喜雄 - 爽涼鼓舞“THE EMBU”で使用される楽曲「スーパー・クール・ダンス・ヒート」の歌唱を担当。
- D.JSP（Disney Japan Sound Project) - 新進気鋭の和楽器ミュージシャンによるプロジェクトチーム。ディズニーの世界を通じて新しい日本の音を提案する。ショー開始前のBGM「ディズニー“D.JSP”メドレー」などを担当する。
  - 小山豊（小山流三代目）
  - 井上公平（双子の三味線ユニット「AUN」の1人）
  - HIDE （鳴物、チャッパ）
  - 岩田卓也 （尺八）
  - 山田路子 （篠笛）
  - 市川慎 （十七絃）

## 2014年
7月8日から8月31日まで開催。
雅涼群舞（がりょうぐんぶ）
「群舞」をテーマに、ディズニーのキャラクターが『雅絢爛』と『涼舞疾風』の2つのチームに分かれてショーを行う。
中央鑑賞エリアは「おんどこどん!」を含めて先着順、入れ替え無し。
1. 雅絢爛（みやびけんらん）
ミッキーマウス、ミニーマウス、プルート、グーフィー、マックス
2. 涼舞疾風（りょうぶしっぷう）
ドナルドダック、デイジーダック、チップとデール、クラリス

　キャラクターの乗るフロートは『雅絢爛』チームがファンタジーランドから、『涼舞疾風』チームが、トゥーンタウンから出発し、パレードルートを進行する。退出は両チームともトゥーンタウンとなる。
公演情報
公演回数1日3回
公演時間約13分
公演場所キャッスル・フォアコート周辺
おんどこどん!
キャッスル・フォアコートで、キッズ向けのショーが開催される。フロートの上のミッキーマウスたちと一緒にキッズたちが「ミッキー音頭」を踊る。
中央鑑賞エリアは先着順。
公演情報
公演回数1日1回(午前)
公演時間約11分
公演場所キャッスル・フォアコート周辺

### おんどこどん!
7月から開催される「ディズニー夏祭り」に先駆けて、全国10都市を巡業するイベント「おんどこどん!」が4月20日から6月22日にかけて開催された。
開催都市
- 4月20日 愛知県名古屋市名城公園
- 4月27日 愛媛県松山市城山公園
- 4月29日 鹿児島県鹿児島市ウォーターフロントパーク
- 5月3日 広島県福山市福山城公園
- 5月11日 京都府京都市京都府立植物園
- 5月25日 福岡県福岡市中央埠頭
- 6月1日 石川県金沢市石川県政記念しいのき迎賓館
- 6月8日 新潟県新潟市新潟市歴史博物館
- 6月15日 宮城県松島町松島公園
- 6月22日 北海道函館市緑の島

## 2015年
7月9日から8月31日まで開催。
雅涼群舞（がりょうぐんぶ）
2014年同様、「群舞」をテーマに、ディズニーのキャラクターが2つのチームに分かれてショーを行うが、担当チームが交代している。
2014年と異なり、中央鑑賞エリアは抽選による座席券が必要。鑑賞を希望する者は希望の公演回を指定して抽選が行える。
- 涼舞疾風・翔（りょうぶしっぷう・しょう）
ミッキーマウス、ミニーマウス、プルート、グーフィー、マックス
- 雅絢爛・燦（みやびけんらん・さん）
ドナルドダック、デイジーダック 、チップとデール、クラリス

本年は「チーム応援メニュー」として、それぞれのチームカラーの赤をイメージとしたメニューと青をイメージとしたメニューが販売される。
公演情報
公演回数1日3回
公演時間約28分
公演場所キャッスル・フォアコート周辺
おんどこどん!
キャッスル・フォアコートで、キッズ向けのショーが開催される。フロートの上のミッキーマウスたちと一緒にキッズたちが「ミッキー音頭」や「ドナルド音頭」を踊る。
中央鑑賞エリアは先着順。
公演情報
公演回数1日1回（午前）
公演時間約11分
公演場所キャッスル・フォアコート周辺

## 2016年
7月9日から8月31日まで開催。
一部スペシャルメニューは7月1日から、一部グッズは7月8日から先行販売される。
彩涼華舞（さいりょうかぶ）
4グループに分かれて演舞を披露するが、チーム対抗ではなく4グループで一つのチームとして公演する。
それぞれのチームをモチーフとしたスペシャルメニューが販売される。
- 雄舞（ゆうぶ）
ミッキーマウス、ドナルドダック、プルート
青と紫を基調としたコスチューム。
- 華（はな）
ミニーマウス、デイジーダック
ピンクと紫を基調としたコスチューム。
- 涼（りょう）
グーフィー、マックス
青と黄緑を基調としたコスチューム。
- 彩（さい）
チップとデール、クラリス
黄色を基調としたコスチューム。

## 2017年
開催期間
2017年7月11日から8月31日まで開催。
エンターテインメント
燦水!サマービート
大小5台の色鮮やかなフロートに乗ったディズニーの仲間たちがカラフルなコスチュームを身にまとい、和太鼓や笛などの和楽器で夏祭り風にアレンジしたディズニーソングが流れる中、シンデレラ城やパレードルート各所に停止し、掛け声・手拍子やフロートから放出される水しぶきでゲストを盛り上げる清涼感溢れるプログラム。
公演情報
- 公演場所:キャッスル・フォアコート、およびプラザ内パレードルート
- 公演回数:1日3回
- 公演時間:約20分
- 出演者数:約65人

出演キャラクター
ミッキーマウス、ミニーマウス、プルート、ドナルドダック、デイジーダック、グーフィー、マックス、チップ、デール、クラリス
デコレーション
ワールドバザールの中央には、やぐらの上で和太鼓をたたくミッキーマウスと、ディズニー映画『ファンタジア』に登場するほうきたちがやぐらの周りでうちわ片手に踊るデコレーションが設置されたほか、シンデレラ城前のプラザには、ミニーマウスとデイジーダックが横笛を吹いている様子やドナルドダックとグーフィーが和太鼓をたたいている様子をイメージしたフォトロケーションが設置された。なお、カメラマンが撮影しているときに限り、バチの貸し出しがあった。
その他
プラザテラスに、縁日をイメージした装飾が施された屋台風のブースが登場し、オリジナルデザインのクッションやタオル、うちわのいずれかが当たる「ガラガラくじ」（1回500円）が実施された。

## 2018年
7月10日から9月2日まで開催。
燦水!サマービート（さんすい!サマービート）
2017年同様に、掛け声や手拍子でディズニーの仲間たちと共にゲストも盛り上がる。
2017年と異なり、「東京ディズニーリゾート35周年“Happiest Celebration!”」のテーマソングを和太鼓や笛などの和楽器で夏祭り風にアレンジした音楽も加わる。
公演情報
- 公演回数:1日3回
- 公演時間:約20分
- 公演場所:キャッスル・フォアコート、およびプラザ内パレードルート
- 出演者数:約100人（うち、出演キャラクター:10人）
- 出演キャラクター:ミッキーマウス、ミニーマウス、プルート、ドナルドダック、デイジーダック、グーフィー、マックス、チップ、デール、クラリス

天候などの状況により、内容変更や中止、出演者数、出演キャラクターは減ることがある。

## 関連
- ディズニー・サマーフェスティバル - 2013年から2016年まで東京ディズニーシーで開催されていた夏のスペシャルイベント。
- ディズニー・パイレーツ・サマー - 2017年から東京ディズニーシーで開催されている夏のスペシャルイベント。
- ドナルドのホット・ジャングル・サマー - 2019年から東京ディズニーランドで開催されている夏のスペシャルイベント。